# Henk van Montfoort
Hendricus (Henk) van Montfoort (Alkmaar, 16 mei 1931 – Brasschaat, 17 september 2002) was een Nederlands-Belgische presentator, zanger, muzikant, acteur en conferencier. Hij bracht ook sketches. In de jaren zestig en zeventig was van Montfoort een bekend gezicht op zowel de Nederlandse als de Belgische televisie. 

## Carrière
Na de oorlog debuteerde van Montfoort in het schoolorkestje.In 1950 toerde hij -als dienstplichtig militair- met zijn bandje "De Krakers" ( met oa accordeonist Wim Timmers) langs de kazernes in Semarang, Java (voormalig Nederlands Indië). In Nederland trad hij al snel op bij gala's, kermissen en dergelijke. In de jaren vijftig leerde hij in Amsterdam zijn eerste vrouw - Yvonne Henneco - kennen, met wie hij mee naar België ging. Henneco maakte samen met Jan Verbraeken deel uit van het orkest van Marcel Hellemans, mensen met wie van Montfoort nog regelmatig zou samenwerken. Later werkte hij nog met onder meer Miel Cools en Claire, met wie hij verschillende duetten opnam. Een zo'n duet, “Op de purp’re hei”, stond in 1977 twee weken op nummer 1 in de BRT Vlaamse top tien.
In de media begon Van Montfoort op de radio, maar hij bouwde vooral een stevige televisiecarrière uit. Hij was eerder te zien op de Belgische dan op de Nederlandse televisie. Bekende Belgische tv-programma's waren Hallo met Henk en Henk in Wonderland. In Nederland waren dat Hallo hier Hilversum en Met de muziek mee.
Van Montfoort speelde mee in verscheidene televisiefilms en -series, vooral in de jaren zestig. Begin jaren tachtig zette hij min of meer een punt achter zijn carrière, hoewel hij tot in 2001 bleef optreden met een seniorenshow. 
Van Montfoort overleed op 71-jarige leeftijd na een kort ziekbed aan longkanker.

## Discografie (selectie)
Singles:
- Come prima/De hoela hoep song (Yvonne Henneco) (1959)
- Op de purp’re hei/Als de klok van Arnemuiden (samen met Claire) (1977)

Duetten met Claire op de verzamelplaten Feesten & fuiven:
- Volume 1: Op de purp're hei en Als de klok van Arnemuiden (ook uitgebracht als single)
- Volume 2: Korenbloemen blauw
- Volume 4: Aan de kaai in 't schipperskwartier
- Volume 5: De appeltjes van oranje en Rode rozen